# Michael Naughten
Michael Naughten, né le 28 mai 1835 dans le comté de Meath et mort le 4 juillet 1900 à Roseau, est un prélat catholique irlandais, évêque de Roseau de 1880 à 1900.

## Biographie
Michael Naughten fait ces études secondaires au All Hallows College (en) de Dublin, il est ordonné prêtre en 1858. En 1860, il est envoyé en mission dans le Diocèse de Roseau. En 1862, il est nommé curé de l'église Saint-Patrick de Frederiksted dans les Antilles danoises, qui dépendait à l'époque du diocèse de Roseau.
Il est nommé évêque de Roseau en 1879 et consacré en 1880. Durant son épiscopat, il invite les Sœurs de Notre Dame de Fidélité à créer des écoles dans son diocèse. Il meurt à Roseau le 4 juillet 1900.